# Anneli Saaristo
Pour les articles homonymes, voir Saaristo.
Saaristo Terttu Anneli Orvokki (née le 15 février 1949 à Jokioinen) est une chanteuse et actrice finlandaise. Elle est la représentante de la Finlande au Concours Eurovision de la chanson 1989 avec La dolce vita.

## Biographie
Au début des années 1970, Saaristo participe à des concours de chanteurs. Elle travaille avec un orchestre de danse tout au long de la décennie, enregistrant principalement des reprises. Au printemps 1978, Saaristo participe à la sélection de la Finlande au Concours Eurovision de la chanson 1978 avec la chanson Sinun kanssasi, sinua ilman d'Eero Tiikasalo, qui est son premier succès.
Le premier album de Saaristo Aina aika rakkauden sort en 1980. Le disque, sorti par une petite maison de disques, est une déception commerciale. En 1982, Saaristo participe au concours télévisé Syksyn sävel avec la chanson Tyhjät sanat et à la sélection de la Finlande au Concours Eurovision de la chanson 1984 avec la composition Sä liian paljon vaadit, qui termine troisième. Les deux chansons sont des succès, les albums suivants de Saaristo sont plus vendus que le premier.
À l'automne 1988, Saaristo reçoit un prix de reconnaissance de la presse dans Syksyn sävel avec sa chanson Taivaspaikka. En 1989, pour la sélection finlandaise au Concours Eurovision, elle interprète les chansons Oi äiti maa et La dolce vita, la première termine troisième et la deuxième est gagnante. La dolce vita se classe septième. L'album du même nom est disque d'or.
Saaristo reçoit des récompenses internationale. En 1983, elle est élue meilleure soliste féminine au Festival de Knokke. En 1985, elle reçoit le prix du meilleur artiste au festival international de chant Menschen und Meer à Rostock et le deuxième prix au festival international de schlager de Dresde en 1987.
Pour le projet Miten enkeleitä vietellään en 1989, elle interprète les poèmes érotiques de Bertolt Brecht avec Monna Kamu et Liisa Tavi. Dans les années 2000, elle participe aux concerts Rakkauden kiertokulku avec Eija Kantola et Marjorie. Elle interprète des duos avec Fredi lors de sa tournée Fredin vieraana. Elle mène une carrière moins intense en raison de sa santé.

## Discographie
- Aina aika rakkauden (1980)
- Elän hetkessä (1984)
- Näin jäätiin henkiin (1985)
- Tuuli, laivat ja laulu (1987)
- La dolce vita (1989)
- Appelsiinipuita aavikkoon (1992)
- Kypsän naisen blues (1995)
- Helminauha (1999)
- Kaksi sielua (2004)
- Uskalla rakastaa (2009)
- Kissan mieli (2012)